# Carl Gustaf Hårdh (1674–1744)
Carl Gustaf Hårdh, egentligen Hård, född 11 juni 1674, död 10 januari 1744, var en svensk greve, militär och riksråd.

## Biografi
Carl Gustaf Hårdh var son till överkommendanten Johan Hård af Segerstad och friherrinnan Carin Stake.
Hårdh var en tid i fransk tjänst, blev 1700 korpral vid livdrabanterna, följde Karl XII i fält samt vann hans ynnest genom oförvägen tapperhet och blind lydnad. Han utnämndes 1703 till generaladjutant samt 1706 till överste för Västgöta ståndsdragonregemente och löjtnant vid livdrabanterna. Han sårades i slaget vid Poltava, följde konungen till Turkiet, utnämndes 1710 till generalmajor och kaptenlöjtnant vid livdrabanterna, deltog i kalabaliken i Bender 1713, där han ånyo blev sårad, samt utnämndes samma år till generallöjtnant. Han anförde en avdelning ("indelning") av den från Turkiet till Stralsund 1714–1715 återtågande truppen och förordnades efter hemkomsten till generalguvernör i Skåne och blev 1717 general.
Han deltog vid riksdagarna 1719–1726.
När skånska guvernementet delades, blev Hårdh 1719 landshövding över Malmöhus län. 1727 utnämndes han till riksråd. I rådet tillhörde Hårdh Arvid Horns anhängare och blev därför vid riksdagen 1738–1739 "licentierad", det vill säga avsatt. Hårdh fick 1710 friherrlig och 1731 grevlig värdighet.
Han var gift med friherrinnan Anna Charlotta Lovisa Fahlström och far till Johan Ludvig Hård.